# Ernst Busch (acteur)
Pour les articles homonymes, voir Busch et Ernst Busch.
Ernst Busch, né le 22 janvier 1900 à Kiel et mort le 8 juin 1980 à Berlin, est un chanteur, acteur et metteur en scène allemand engagé à gauche.

## Biographie
Fils d'un maçon, Friedrich Wilhelm Ernst Busch reçoit une formation d'ajusteur mécanicien sur un chantier naval de 1915 à 1919. Il adhère à la Jeunesse ouvrière socialiste en 1916, puis au SPD en 1918. En novembre 1918, il participe au soulèvement des matelots de Kiel et devient membre de l'USPD en janvier 1919.
Fin 1919, il s'inscrit à un cours de chant et d’art dramatique et, ayant perdu son emploi au chantier naval depuis août 1921, il est engagé au théâtre de Kiel en octobre. Il se produit ensuite dans différents théâtres. En 1927, il s’installe à Berlin dans la Colonie des Artistes (Künstlercolonie) et joue dans des pièces de Friedrich Wolf, Bertolt Brecht et Ernst Toller. À partir de 1929, il travaille pour le cinéma, avec, notamment, un rôle assez important dans L’Opéra de quat'sous de Georg Wilhelm Pabst (1931) et le rôle principal du film de Slátan Dudow, Ventres glacés (Kuhle Wampe). Il joue aussi dans La Zone de la mort de Victor Trivas, où il interprète la chanson Der heimliche Aufmarsch.
Après la prise du pouvoir par les nazis, Ernst Busch est recherché par les SA, mais réussit à leur échapper. Il quitte l’Allemagne avec sa femme Eva, d’abord pour la Hollande. Par la suite, il séjourne en Belgique, en Suisse, à Paris, à Vienne et finalement en Union soviétique, où, en 1935, il collabore au film Kämpfer de Gustav von Wangenheim. En 1937, il part en Espagne rejoindre les Brigades internationales. Il combat le fascisme par ses chansons, devant les membres des Brigades ou à Radio Madrid. Ernst Busch quitte l'Espagne en juillet 1938 et retourne en Belgique où il participe à des émissions de radio, donne des concerts et enregistre des disques.
Il est arrêté à Anvers en mai 1940 et déporté en France, où il est interné jusqu’en 1943 au camp de Saint-Cyprien puis au camp de Gurs. Il réussit à s’évader mais est de nouveau arrêté à la frontière suisse par la gendarmerie française qui le livre à la Gestapo. Transféré à la prison de Moabit, il est accusé de « préparation d'une entreprise de la haute trahison ». Il encourt la peine de mort, mais grâce à une intervention de Gustaf Gründgens, il n’est condamné qu’à quatre ans de réclusion.
À la fin de la guerre, il est libéré par l’Armée rouge du pénitencier de Brandenburg. Il récupère son logement à la Colonie des artistes. Il adhère de nouveau au Parti communiste (KPD/SED). Il travaille pour le Berliner Ensemble, le Deutsches Theater et la Volksbühne, jouant dans des pièces de Brecht, ainsi que de Shakespeare (Iago dans Othello) ou de Goethe (Mephisto dans Faust). En même temps, il interprète des chansons de Hanns Eisler et des chants de travailleurs.
En 1961, il se retire de la scène, officiellement pour raisons de santé ; en fait, ses relations avec le régime sont tendues, en raison des reproches de manque de démocratie qu’Ernst Busch fait aux dirigeants de la RDA.
De 1963 à 1975, il enregistre 200 de ses chansons pour la société de disque Aurora.

## Distinctions et récompenses
- Ordre du mérite patriotique en argent (1960), en or (1965)
- Prix national de la République démocratique allemande (1956, 1966 et 1979)
- Ordre de Karl-Marx (1970)
- Prix Lénine pour la paix (1972)
- Ordre de l'Amitié des peuples (1975)
- Prix artistique du FDGB (1977)

## Hommages
En 1981, l'École de théâtre de Berlin est rebaptisée Hochschule für Schauspielkunst Ernst Busch en son honneur.
Il existe une rue Ernst-Busch-Straße à Berlin-Pankow depuis le 29 april 1985 et à Werdau en Saxe ainsi qu'une place Ernst-Busch-Platz dans la ville natale de l'artiste, à Kiel.
Une école de logopédie à Chemnitz porte son nom, de même que plusieurs ensembles vocaux, dont le Ernst-Busch-Chor Berlin.

## Œuvres

### Filmographie

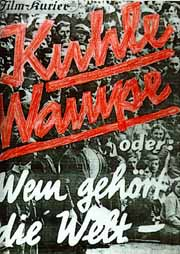
Affiche de Kuhle Wampe.

- 1927 : Kinderrepublik Seekamp, Propagandafilm für die SPD
- 1929 : Danseuse de corde de Karl Grune
- 1931 : Les Treize Malles de monsieur O. F. (Die Koffer des Herrn O.F.) d'Alexis Granowsky
- 1931 : L'Opéra de quat'sous de Georg Wilhelm Pabst
- 1931 : Gassenhauer de Lupu Pick
- 1931 : Das Lied vom Leben d'Alexis Granowsky
- 1931 : La Tragédie de la mine de Georg Wilhelm Pabst
- 1931 :Die Koffer des Herrn O.F.
- 1931 : La Zone de la mort de Victor Trivas
- 1932 : Razzia in St. Pauli
- 1932 : Ventres glacés (Kuhle Wampe oder: Wem gehört die Welt?) de Slátan Dudow
- 1932 : Strafsache van Geldern
- 1932 : Die Zwei vom Südexpress
- 1932 : Eine von uns
- 1933 : Das Meer ruft
- 1934 : Dood Water
- 1936 : Kämpfer, Busch chante Die Moorsoldaten (Le Chant des déportés).
- 1954 : Le Chant des fleuves, Busch et Paul Robeson chantent Lied der Ströme/Song of the Rivers.
- 1957 : Mutter Courage und ihre Kinder - Eine Chronik aus dem Dreißigjährigen Krieg in 12 Bildern von Bertolt Brecht de Bertolt Brecht et Erich Engel (metteurs en scène de la pièce) et de Peter Hagen (réalisateur de la captation télévisée) : Der Koch (téléfilm, enregistrement théâtral de la pièce Mère Courage et ses enfants)
- 1960 : Fünf Patronenhülsen
- 1961 : Mutter Courage und ihre Kinder, Busch et Helene Weigel chantent Bettellied der großen Geister, Mutter Courages Lied.
- 1966 : Die Ermittlung (théâtre filmé)
- 1968 : J'avais 19 ans, Busch chante Am Rio Jarama.
- 1971 : Goya, l'hérétique (Goya - oder Der arge Weg der Erkenntnis) de Konrad Wolf
- 1974 : L'età della pace (l'Âge de la paix). Ernst Busch chante Bandiera rossa.

### Théâtre
- 1950 : Bertolt Brecht, Die Mutter (La Mère). Rôle : Semjon Lapkin ; mise en scène : Bertolt Brecht (Berliner Ensemble im Deutschen Theater Berlin)
- 1951 : Bertolt Brecht, Mutter Courage und ihre Kinder (Mère Courage et ses enfants). Rôle : Koch ; mise en scène : Erich Engel (Berliner Ensemble im Deutschen Theater Berlin)
- 1951 : Juri Burjakowski, Julius Fucik. Rôle titre ; mise en scène : Wolfgang Langhoff (Deutsches Theater Berlin)
- 1953 : Alexander Kron, Das tote Tal. Rôle : ingénieur en chef Majorow ; mise en scène : Herwart Grosse (Deutsches Theater Berlin)
- 1955 : Johann Wolfgang von Goethe, Faust. Eine Tragödie (Faust. Une tragédie). Rôle : Méphisto ; mise en scène : Wolfgang Langhoff (Deutsches Theater Berlin)
- 1955 : Johannes R. Becher, Winterschlacht. Rôle : officier soviétique ; mise en scène : Bertolt Brecht/Manfred Wekwerth (Berliner Ensemble)
- 1957 : Bertolt Brecht, Leben des Galilei (La Vie de Galilée). Rôle : Galilée ; mise en scène : Erich Engel (Berliner Ensemble)

### Chants
- Partisanen vom Amur (Chant des partisans de l'Amour)
- Einheitsfrontlied
- Der heimliche Aufmarsch
- Das Lied vom Klassenfeind
- Er rührte an den Schlaf der Welt (Lenin)
- Das Lied von Fünfjahresplan
- Vorwärts Bolschewik
- Linker Marsch
- Ami – go home!